# معجزه (فیلم ۱۹۸۷)
معجزه (فرانسوی: Le Miraculé‎) فیلمی در ژانر کمدی است که در سال ۱۹۸۷ منتشر شد. از بازیگران آن می‌توان به میشل سرو، ژن مورو و دومینیک زاردی اشاره کرد.